# Edoardo Del Neri
Edoardo Del Neri (Gorizia, 18 marzo 1890 – Roma, 21 aprile 1932) è stato un pittore e incisore italiano.
Il nonno ed il padre erano pittori; in famiglia riceve i primi insegnamenti tecnici in campo artistico. 
In seguito s'iscrive all'Accademia di belle arti di Vienna dove segue i quattro regolari anni di corso oltre ad un anno di grafica. 
Le sue opere di questo periodo sono improntate alla corrente realistica tedesca.
Nel 1912 espone alla I Esposizione italiana di xilografia a Levanto.
Nel 1913, terminati gli studi, va a Monaco di Baviera, poi fa ritorno a Gorizia per visitare varie città italiane.
Nel 1914 espone alla Biennale di Venezia e si dedica all'illustrazione di riviste. 
Partecipa alla II Esposizione d'arte della Secessione Romana e si stabilisce definitivamente a Roma nel 1914 dedicandosi alla grafica e alla pittura che in questo periodo dedica agli aspetti del costume e del paesaggio della Campagna romana.

Illustra il Decamerone per la casa editrice L’Eroica  di Ettore Cozzani.
Intorno al 1922 si avvicina artisticamente alla corrente del Novecento italiano e fa parte del GRIA (Gruppo Romano Incisori Artisti). 
Si dedica alla pubblicistica e alle arti applicate.

Ormai è artista affermato per la sua presenza nelle mostre romane e nazionali più importanti. 
Per lui il 1925 è un anno di particolare successo: occupandosi di decorazione tessile vince il terzo premio al concorso nazionale delle Seterie Piatti di Como, è primo al Concorso nazionale con il bozzetto per il francobollo commemorativo dei VII centenario francescano del 1926. Inoltre gli viene commissionata la decorazione di alcune sale del padiglione italiano all'Esposizione internazionale  di Parigi.
Nel 1925 parte per la Tripolitania da cui ritorna con numerosi studi dedicati ai costumi e ai paesaggi del Nord Africa.
Le sue ultime opere mostrano un accostamento ai modi del Futurismo.
Muore improvvisamente a Roma nel 1932.